# Školství ve Finsku
Finský vzdělávací systém je forma vzdělávacího systému, která se využívá ve Finsku. Základními pilíři ve finské školské politice jsou kvalita, efektivnost, rovnost a internacionalizace.
Ve Finsku je právo na vzdělání a kulturu stanovené v ústavě. Státní orgány jsou povinné zabezpečit stejné vzdělávací možnosti pro všechny obyvatele Finska i po ukončení povinné školní docházky, bez ohledu na jejich finanční situaci. Legislativa stanovuje povinné základní vzdělání a právo na předškolní vzdělávání. Většina studií je pro studenty bezplatná, včetně postgraduálního vysokoškolského studia.
Vzdělání je základem pro konkurenceschopnost. Mezi priority v rozvoji finského školství patří zvýšení stupně vzdělanosti a zlepšení schopností obyvatelstva a pracovní síly, zlepšení efektivity školského systému, předcházení vylučování dětí a mladých lidí, a rozšíření možnosti vzdělávání dospělých. Pozornost je též věnována zvyšování kvality a vlivu na vzdělanost, výchovu a vědu, a na internacionalizaci.

## Transformace školství
Finsko prošlo během posledních třiceti let 20. století zásadní ekonomickou a kulturní transformací. Od 50. let 20. století Finsko byl průmyslový a ekonomický rozvoj země založen na ekonomice, jejímiž hlavními složkami byly strojírenství, stavebnictví a lesnictví. Ještě v 60. letech byla země považována za zemědělský stát s omezeným vzděláním. Koncem 80. let 20. století začala specializace výroby, odborný výzkum a rozvoj finské ekonomiky. Vznikala znalostní ekonomika, což souviselo s otevřením hospodářství a omezením státních regulací toku kapitálu.
Transformace na znalostní ekonomiku významně zvýšila stupeň domácí vzdělanosti. Koncem 70. let se Finsko umístilo v intenzitě výzkumu a rozvoje na spodních příčkách zemí OECD. Na začátku 21. století Finsko podle OECD investuje 3,5 % HDP do výzkumu a rozvoje, což je druhý nejvyšší objem v zemích OECD po Švédsku.
Během 70. let byla upravená základní struktura školních osnov na celostátní úrovni. Ta je průběžně revidovaná. Tyto celostátní základy školních osnov, vypracované Národní komisí pro vzdělávání, obsahují všeobecné cíle pro vzdělávání, zaměření a obsahy jednotlivých předmětů, ale i principy hodnocení studentů. Každá revize zahrnuje důkladnou spolupráci všech zúčastněných – expertů, zájmových skupin, učitelů a úředníků. Proces revize bere do úvahy změny ve společnosti a v hospodářství, ale také zvyšování stupně vzdělanosti všeobecně, obzvlášť na vyšších stupních školní docházky. Ačkoliv byla reforma iniciovaná na celostátní úrovni, jednotlivé územní samosprávy měly kompetence stanovit vlastní školní osnovy, vybrat učebnice a zvolit vhodné učební pomůcky.
Druhá polovina 20. století může být charakterizovaná jako období rychlého rozvoje vzdělání a zlepšování jeho možností. Obzvlášť ve skandinávských zemích byly reformy školství od 60. let 20. století umožněné ideologií rovnosti práva na vzdělání. Umožnil se tak vznik komplexních systémů školství a značný nárůst v počtu a dostupnosti institucí vyššího vzdělávání. Vyšší vzdělání se tak změnilo z privilegia pro menšinu na právo pro všechny a později dokonce na občanskou povinnost.

## Struktura
Základem úspěchu finského vzdělávacího systému jsou: rovnost příležitostí, komplexnost vzdělání, kvalifikovaní učitelé, studentské poradenské služby a výchova zaměřená na speciální potřeby, povzbudivé hodnocení a evaluace, významné postavení vzdělání ve společnosti, flexibilní systém založený na zplnomocnění, spolupráci, aktivní koncept učení zaměřený na studenta.

### Rovnost příležitostí
Finské školství poskytuje stejné možnosti na vzdělávání všem, bez ohledu na místo bydliště, pohlaví, finanční situaci anebo jazykové či kulturní původ. Základní vzdělání je úplně bezplatné (včetně výuky, studijních materiálů, stravování, zdravotní a zubařské péče, docházky, speciálních potřeb či doučování).
Školství je primárně financované z veřejných zdrojů. V roce 2006 jen okolo 2 % výdajů na školství pocházelo ze soukromých zdrojů (oproti 13% průměru OECD), 99 % základních a středních škol bylo financováno z veřejných zdrojů. Celkové výdaje na školství procentuálně v porovnání s HDP pro všechny stupně vzdělání kleslo ze 7,9 % v roce 1992 na 6,3 % v roce 2002. To znamená, že vysoký stupeň účasti a rovný nárok pro všechny spolu s dobrými výsledky bylo zavedeno bez zvyšování výdajů. Od hospodářské krize v 90. letech vlády bojovaly se zmenšujícím se rozpočtem, což vedlo ke zvětšení tříd, omezování některých podpůrných služeb, a v mnohých případech ke slučování anebo zavírání škol za účelem větší hospodárnosti (Rinne, Kivirauma & Simola, 2002). Počet základních škol (1. až 9. ročník) klesl v prvních deseti letech 21. století o 20 %, přičemž byla zachovaná možnost základního a středoškolského vzdělávání pro všechny.

### Komplexnost vzdělání
Základní vzdělávání trvá devět let a stará se o děti ve věku 7 až 16 let. Následně 96 % žáků pokračuje ve vyšším odborném vzdělávání. Školy si nevybírají studenty, každý student má právo nastoupit na školu ve svém školním obvodu. Prvních šest let vzdělávání není o akademickém úspěchu. Děti nejsou známkované. Škola se zaměřuje na to, aby byly připravené učit se, našly v sobě nadšení pro vědomosti. Primárním cílem vzdělávání je působit jako nástroj vyrovnávání a vyvažování společnosti. V tomto bylo přínosem i rozhodnutí z roku 1957 vyžadovat titulky na všech zahraničních kanálech.

### Kvalifikovaní učitelé
Ve Finsku jsou vysoce kvalifikovaní a angažování učitelé na všech stupních škol. Podmínkou nástupu na post učitele je absolvování dvoustupňového vysokoškolského vzdělání, které zahrnuje i praxi. Učitelé učí nezávisle a samostatně. Jen přibližně 10 % ze 6 tisíc uchazečů je každoročně přijatých na univerzitu na studium učitelství. To znamená, že rada vysokoškolského vzdělávání učitelů má možnost vybrat si nejlepší uchazeče z celé země.

### Povzbudivé hodnocení
Hodnocení a evaluace studijních výsledků žáků je v první řadě povzbudivé. Jeho cílem je předložit informace, které podporují jak školy, tak studenty v rozvoji. Celostátní testy, žebříčky škol nebo inspekce neexistují. Hodnocení je zodpovědností jednotlivých škol a je určené učiteli. Vyšší školy ve Finsku nemají žádné číselné hodnocení a existuje jen jediná standardizovaná zkouška na konci celého středoškolského studia – maturita. Tento přístup neznámkování povzbuzuje v žácích zodpovědnost, dělání vlastních rozhodnutí a naučení si plánovat svůj vlastní život.

### Významné postavení vzdělání ve společnosti
Finská společnost je velmi nakloněná vzdělanosti, v mezinárodním měřítku je vysoce vzdělaná a v politice vládne shoda názorů na školství. Navzdory významnému nárůstu v počtu dostupných míst pokračuje náročné soutěžení obzvlášť o přístup na univerzity. Méně než pětina středoškoláků je přijatá na univerzitu hned po maturitě, více než polovina uchazečů o vysokoškolské vzdělávání je každoročně odmítnuta.

### Flexibilní systém založený na samostatnosti škol
Školství je flexibilní a ministerstvo je založené na principu centralizovaného řízení a lokální implementace. Řízení spočívá ve stanovení zákonů a norem, základních školních osnov, plánování a informování. Samosprávy jsou zodpovědné za zabezpečování učební látky. Školy a učitelé mají velkou autonomii, málo je ovlivňuje centrální administrativa školství v jejich každodenním životě, systematickou metodiku adresování problémů v životech studentů a cílenou profesionální pomoc pro ty, kteří ji potřebují.

### Spolupráce
Interakce a partnerství existují na všech úrovních aktivity školství, poskytují tak podmínky pro rozvoj.
Finské školství pracuje na neustálém pokroku ve čtyřech okruzích:
- výška dosaženého vzdělání: Současná situace odpovídá typickému profilu pyramidy lidského kapitálu ve vyšších vzdělanostních ekonomikách (OECD, 2008). V roce 2010 bylo evidováno 33 % občanů se základním vzděláním, 39 % se středoškolských a 28 % absolventů vyššího vzdělání, oproti 79 % se základním vzděláním, 14 % se středoškolským a 7 % s vyšším vzděláním v roce 1970.
- Vyrovnanost studijních výsledků: Začátkem 70. let existovaly velké rozdíly ve studijních výsledcích, což silně korespondovalo se socioekonomickým rozdělením ve finské společnosti v té době. Ačkoliv se výsledky studentů začaly postupně vyrovnávat v polovině 80. let, kvůli rozdělení studentů podle matematických nebo jazykových schopností byly rozdíly stále markantní. Po tom, co bylo toto rozdělávání v polovině 80. let na základních školách zakázané, kladl tak stejné očekávání a nároky na všechny studenty bez rozdílu, rozdíly ve studijních výsledcích se začaly zmenšovat. V praxi to znamenalo, že žáci se bez ohledu na svoje schopnosti anebo zájmy učili matematiku, přírodní vědy a cizí jazyky na stejných přednáškách. Předtím měly tyto předměty tři úrovně náročnosti, ve kterých se žáci umisťovali na základě svých výsledků v těchto předmětech. První údaje o vyrovnanějších výsledcích přišly z průzkumu OECD PISA v roce 2000. V něm mělo Finsko jedno z nejnižších stupňů kolísání výsledků mezi školami ze všech členských států OECD. Finsko mělo méně než 5% kolísání v meziškolských výsledcích, v porovnání s 33% průměrem ostatních členských států OECD. Fakt, že největší kolísání výsledků je zaznamenané v rámci vnitřních hodnocení škol znamená, že kolísání je pravděpodobně způsobené rozdíly v přirozeném talentu studentů. Kolísání meziškolských výsledků je většinou způsobené sociální nerovností.
- Kvalita studijních výsledků: OECD PISA se zaměřuje na schopnost žáků využít své vědomosti a schopnosti v situacích skutečného života a nejen na to, zda zvládli určitou látku. V průzkumu PISA 2006 mělo Finsko vysoké výsledky ve všech hodnocených oblastech. V oblasti vědy se finští žáci umístili nejvýše ze všech krajin OECD.
- Průměrné výdaje na školství: Méně než 2 % výdajů na školství pochází ze soukromých zdrojů. Podle výzkumu PISA neexistuje žádná korelace mezi kvalitou školství a výškou finančních investic. Například USA a Norsko mají nejvyšší výdaje na školství, ale studijní výsledky jedny z nejhorších. Efektivita je tedy důležitější než výška výdajů. Dobře vybavené školy jsou většinou malé, v třídách je od 20 do 30 žáků. Základní školy (1.–6. ročník) většinou mají méně než 300 žáků. V roce 2008 třetina finských základní škol měla méně než 50 žáků, jen 4 % všech škol mělo 500 a víc žáků. Protože většina finských škol je malých, často tvoří blízké komunity učitelů a žáků. Většina učitelů základních škol je vysoce vzdělaných a svoje vědomosti a schopnosti nadále rozšiřuje.

Mnohé z toho, co bylo uvedeno je možné dosáhnout jen tehdy, když rodiče, žáci a státní orgány skutečně důvěřují učitelům a školám. Finské školství bylo silně centralizované před velkými reformami v 70. letech 20. století a zůstalo centrálně kontrolované do roku 1985. Školy byly přísně regulované centrálními úřady, hustou sítí pravidel a příkazů, které řídily každodenní život učitelů. Postupná změna začala v 80. letech, když byly implementovány všechny důležité fáze první reformy. Začátkem 90. let éra kultury důvěry ve školy oficiálně začala. Tato proměna z byrokratické centralizované administrativy na decentralizovanou kulturu důvěry se udála během hluboké ekonomické krize a škrtech ve veřejných výdajích v 90. letech. Kultura důvěry byla zavedená z důvodu, že místní úřady nechtěly, aby centrální byrokracie rozhodovala o složitých záležitostech, které měly ovlivňovat jejich děti a školy.
Kultura důvěry může prosperovat jen v prostředí stabilní vlády a téměř nulové korupce. Finsko se v těchto ukazatelích umisťuje v hodnocení vlády Transparency International na vrchních příčkách.